# Fäktaren
Fäktaren (finska: Miekkailija) är en målning av Helene Schjerfbeck från 1924. Verket finns i två olika utföranden, målade med olika tekniker, den ena i olja på duk, den andra i akvarell, gouache och krita. Fäktaren i olja på duk ingår sedan 2019 i Stiftelsen Reitz konstsamlingar i Helsingfors i Finland.

## Beskrivning
Motivet är en mörk man med en vänlig, möjligen flirtig uppsyn. Som modell satt en man, som hette Huolman, och som härstammade från sjön Saimens stränder. Helene Schjerfbeck blev bekant med honom i Hyvinge, där hon bodde i enrumslägenhet tillsammans med sin mor från 1902 fram till moderns död 1923. Schjerfbeck-kännaren Leena Ahtola-Moorhouse har sagt om verket, att den är rolig och röjer en erotisk sida hos konstnärinnan. Konstnärinnan kan ha inspirerats av El Greco, när hon skapade detta verk. Modern Olga Schjerfbeck var mer konservativ än dottern, och tillblivelsen av mansporträttet Fäktaren 1924 kan ha påverkats av moderns död året innan. Porträtten dottern tidigare målat hade i regel föreställt kvinnor eller barn.

## Historik
Fläktaren i akvarell-, gouache- och krita visades 2012 i samband med Helene Schjerfbecks 150-årsjubileum i Ateneum i Helsingfors. Den var i privat ägo i Europa, då den den 16 december 2015 utauktionerades genom Sotheby's, vid samma tillfälle som hennes målningar Flicka med blont hår (1916), Citroner i masurskål (1944) och Pojke med lingult hår (1978). Fläktaren förblev osåld vid denna auktion. Reitz stiftelses konstsamlingar ropade in Citroner i masurskål för 440.000 pund (cirka 600.000 euro).
Fäktaren i olja på duk förvärvades 2019 av Reitz stiftelses konstsamlingar. Verket har varit i privat ägo i Sverige, och har aldrig tidigare visats i Finland. Reitz har sedan tidigare elva målningar av Helene Schjerfbeck, men inte ett enda mansporträtt, enligt museidirektören Jaana Cawén.